# Mammillaria microhelia
Mammillaria microhelia (укр. Мамілярія «маленьке сонце») — сукулентна рослина з роду мамілярія (Mammillaria) родини кактусових (Cactaceae).

## Історія

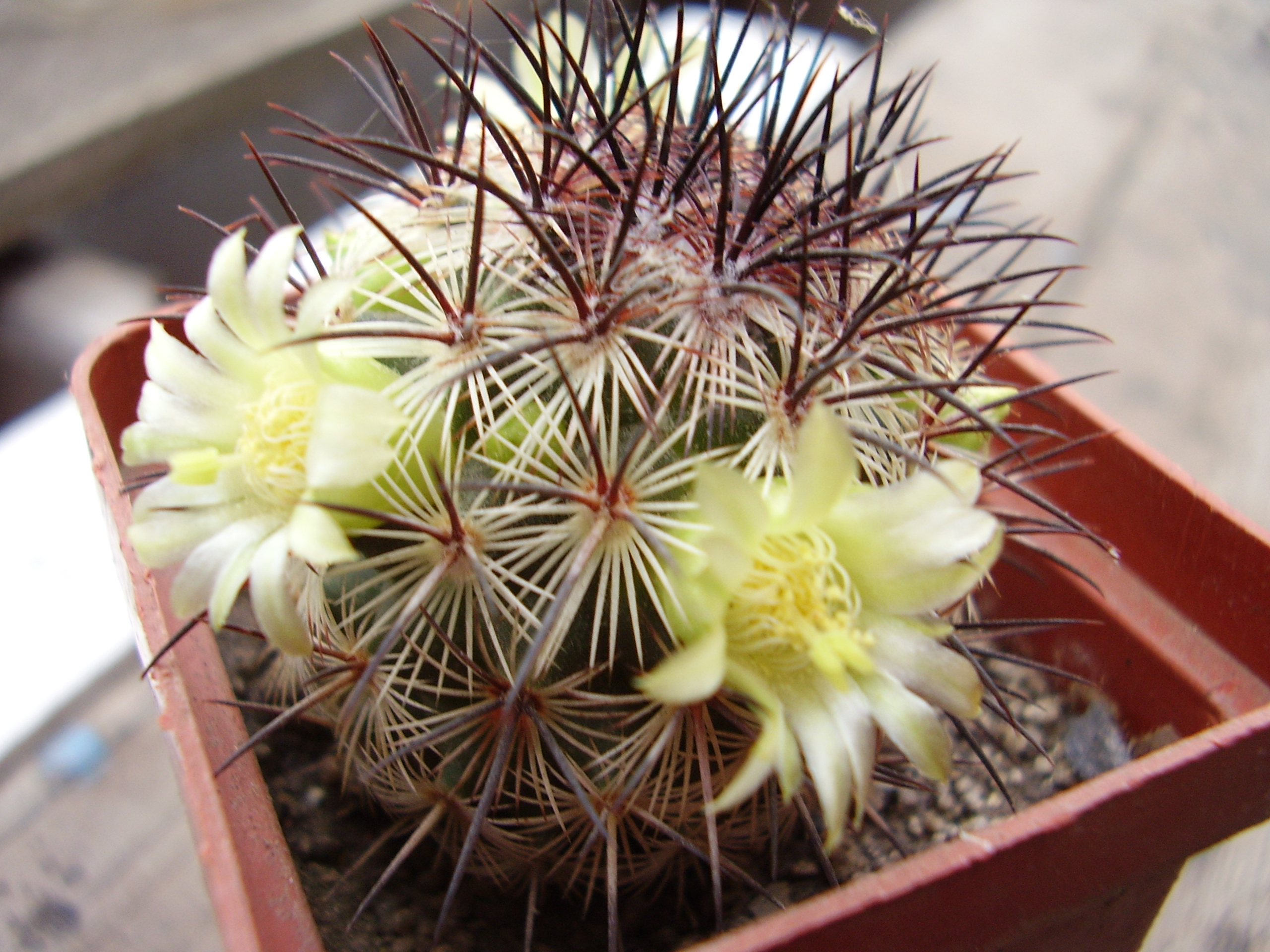
Mammillaria microhelia в кімнатній культурі

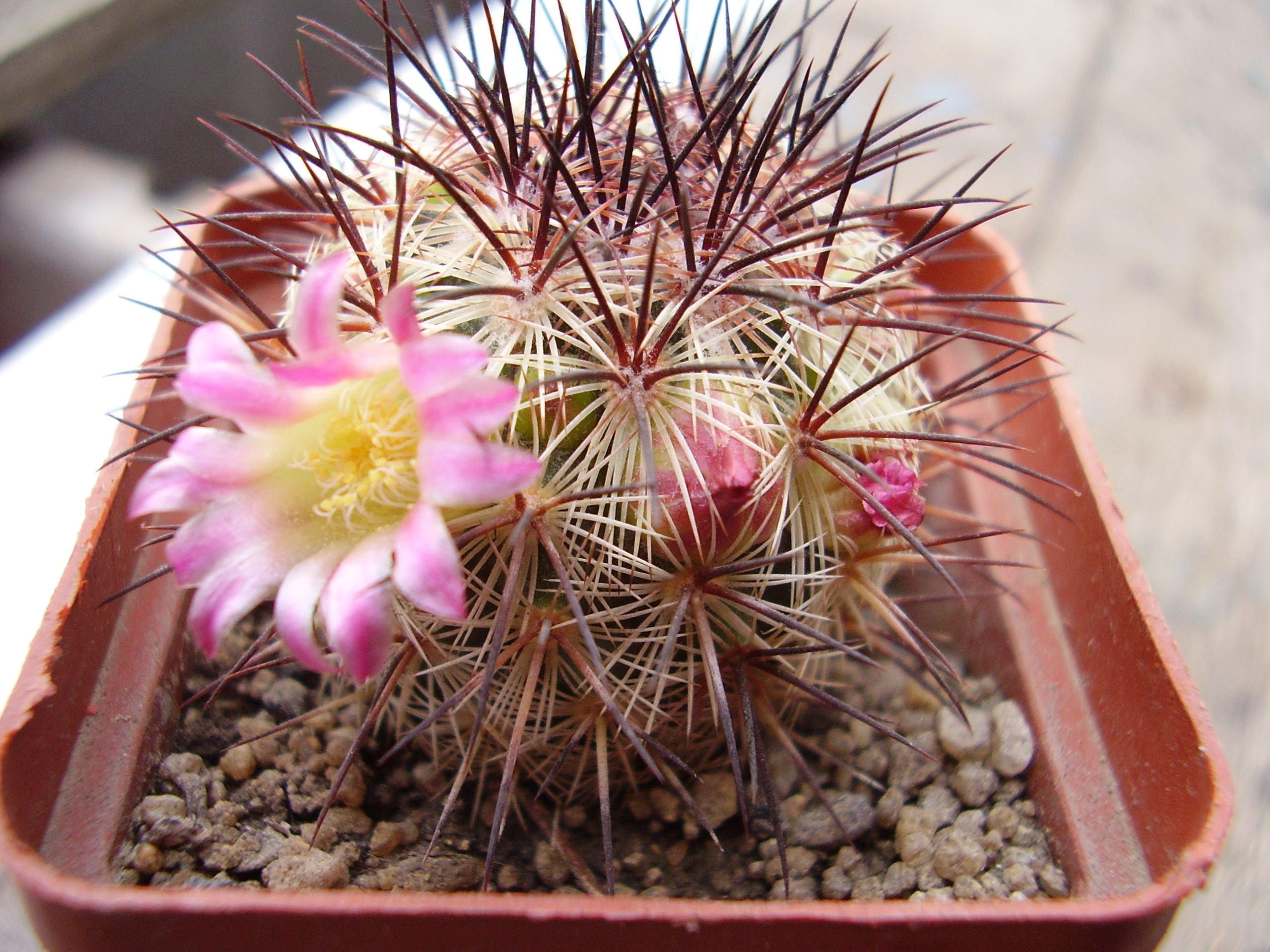
Mammillaria microhelia з рожевими квітками

Вид вперше описаний німецьким ботаніком Еріхом Вердерманом (нім. Erich Werdermann, 1892—1959) у 1930 році в Щомісячному журналі Німецького товариства любителів кактусів (нім. Monatsschrift der Deutschen Kakteen-Gesellschaft).

## Етимологія
Видова назва походить від грец. micros — «маленьке» і грец. helios — «сонце» дана через схожість із сонцем радіальних колючок цього виду.

## Ареал і екологія
Mammillaria microhelia є ендемічною рослиною Мексики. Ареал розташований у штаті Керетаро. Рослини зростають на висоті від 2 000 до 2 600 метрів над рівнем моря серед вулканічних порід у напівпустельній (маторральній) зоні і передгірних широколистих лісах разом Quercus depressipes, Quercus eduardi, Quercus grisea і Quercus potosina.

## Морфологічний опис
Рослини іноді поодинокі, але зазвичай формують групи.
| Орган              | Опис |
| Коріння            | |
| Стебло             | циліндричне, до 15 і більше заввишки, в діаметрі 3-5 см.                                                                                         |
| Епідерміс          | помірно-зелений. |
| Маміли             | тупо-конічні, апікально закруглені, кілевидні, без молочного соку.                                                                               |
| Ареоли             | |
| Аксили             | з невеликою кількістю пуху, пізніше голі. |
| Центральні колючки | 1-4, іноді відсутні, зрідка більш-менш 8, міцні, голчасті, прямі або зігнуті, червонувато-коричневі до жовтувато-коричневих, до 11 мм завдовжки. |
| Радіальні колючки  | 30-50, розходяться променями, прямі або трохи зігнуті назад, білі до жовтуватих, завдовжки 4-6 мм.                                               |
| Квіти              | білувато-кремові до червонувато-рожевих до рожево-червоних, до 15 мм завдовжки і в діаметрі.                                                     |
| Бутони             | |
| Зовнішні пелюстки  | |
| Внутрішні пелюстки | |
| Тичинки            | |
| Маточка            | |
| Плоди              | білі, блідо-зелені або блідо-рожеві. |
| Насіння            | коричневе. |

## Чисельність, охоронний статус та заходи по збереженню
Mammillaria microhelia входить до Червоного списку Міжнародного союзу охорони природи видів під загрозою зникнення (EN).
Вид має площу розміщення менше 1000 км², де він знаходиться в п'яти місцях або менше. Якість середовища проживання постійно знижується через деградацію місць існування, пов'язану з випасом худоби і, можливо, занепад зрілих осіб через незаконний збір. За оцінками, чисельність цього виду становить менше 500 зрілих особин. Поточний тренд кількості рослин — зменшується.
Цей кактус збирається в дикій природі і використовується як декоративний. Незаконне збирання, вирубка лісів, випас худоби (витоптування) впливають на вид і
викликають скорочення рослин.
У Мексиці ця рослина занесена до Національного переліку видів, що перебувають під загрозою зникнення, де вона включена до категорії «під загрозою зникнення».
Охороняється Конвенцією про міжнародну торгівлю видами дикої фауни і флори, що перебувають під загрозою зникнення (CITES).